# Tour Tanguy
 (juillet 2012).
Si vous disposez d'ouvrages ou d'articles de référence ou si vous connaissez des sites web de qualité traitant du thème abordé ici, merci de compléter l'article en donnant les références utiles à sa vérifiabilité et en les liant à la section « Notes et références ».
La bastille de Quilbignon ou tour de la Motte-Tanguy est bâtie sur un tertre rocheux en bordure de la Penfeld, face au château de Brest, à Recouvrance. On y accède depuis la rue de la Porte par le square Pierre-Péron, au pied du pont de Recouvrance. Cette tour du XIVe siècle, abrite le musée du vieux Brest.

## Histoire

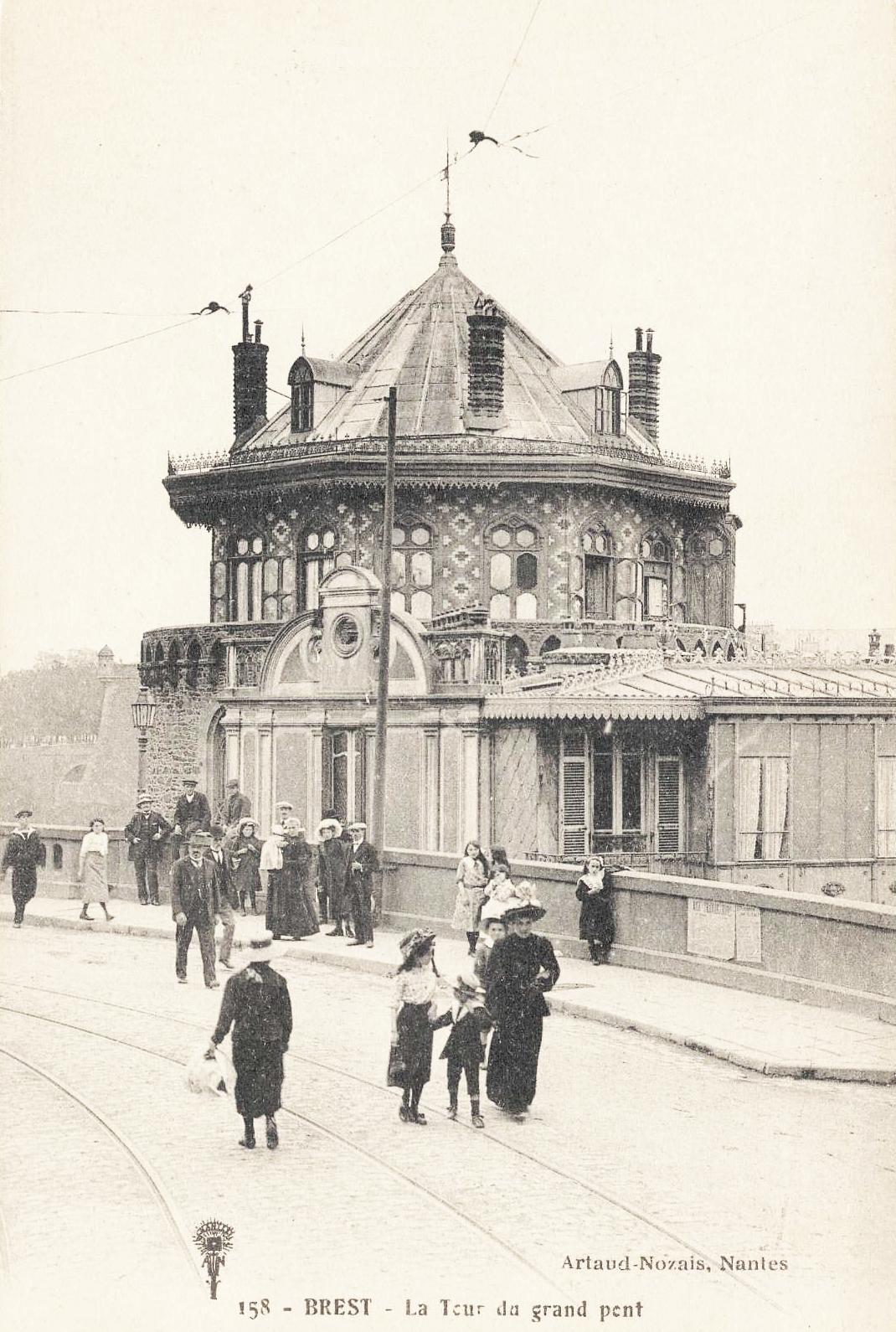
Le kiosque au sommet de la tour vers 1910.

L'origine de la tour médiévale n'a pu être déterminée de façon très précise. 
La tradition lui donne comme fondateur Tanguy Ier du Chastel (mort après 1352), seigneur au château de Trémazan en Landunvez, qui s'illustra dans la lutte de la Bretagne contre l'Angleterre et contribua au développement de la rive droite. Mais la construction est probablement postérieure. 
En 1386 le duc de Bretagne Jean IV entreprit le siège du château de Brest occupé par les Anglais. Pour en assurer le blocus il s’appuya sur deux bastilles : l’une face au château, l’autre à Quilbignon sur la rive droite, dite « bastille de Kernéguez », simple fort en bois. La bastille de Kernéguez fut prise et détruite par le duc de Lancastre. En 1387 Jean IV fit reconstruire les deux bastilles en pierre, bien plus fortes qu’avant. 
Il est très probable que cette « bastille de Kernéguez », mentionnée comme étant en bordure de Penfeld face au château, soit devenue la propriété de la famille du Chastel après le départ des Anglais en 1397. Le nom de la bastille fit place à celui de tour Tanguy, prénom porté par plusieurs membres de cette lignée. Leurs armes sont gravées au-dessus de la porte.
Jusque vers 1580, la tour servit de siège à la justice des seigneurs du Châtel, avant qu'ils ne transfèrent celui-ci dans une maison voisine. 
Ensuite négligée, la tour devint la propriété de la famille de Rohan-Guéméné en 1786 puis passa dans le domaine royal avant d'être vendue comme bien national pendant la Révolution au sieur Gabon. Elle devient à cette époque la tour Cabon. En 1862, elle est acquise par l'architecte Barillé qui la transforme en maison d'habitation. Il fait percer des baies et construit à son sommet une sorte de kiosque coiffé d'un chapeau chinois. Son dernier habitant et propriétaire privé, le docteur Joseph Thielmans, médecin généraliste, la quitte après son incendie pendant les combats de 1944. Le pavillon chinois qui la recouvrait fut détruit lors des bombardements.
La ville de Brest en devient propriétaire le 15 juillet 1954. Elle est sommairement réparée et son état se dégrade de nouveau. Son avenir est alors compromis par la reconstruction du quartier de Recouvrance. Finalement, en 1959, la ville charge le peintre Jim E. Sévellec d'évoquer au sein de la tour le passé de la ville dont il ne reste que peu de vestiges. La tour est restaurée et on inaugure le musée du vieux Brest le 25 juillet 1962 qui ne comporte alors que deux salles. Une troisième salle est ouverte au public en juillet 1964. En 1971, on lui ajoute une poivrière et on[Qui ?] remplace sa corniche néo-gothique par des créneaux pour lui donner une silhouette médiévale.

## Le musée
Le musée abrite un ensemble de maquettes et reconstitutions historiques qui constituent une promenade à travers les rues pittoresques du Brest d'avant 1939, c'est-à-dire dans la ville telle qu'elle se présentait avant les bombardements alliés durant la Seconde Guerre mondiale et sa reconstruction.
Des dioramas réalisés par le peintre brestois Jim Sévellec représentent les grands épisodes de l'histoire de Brest.

### Rez-de-chaussée
- Collection d'armoiries de diverses corporations brestoises (34 répertoriées)
- Plans anciens de Brest, du bagne, de l'église Saint-Louis et des fortifications
- Cartes postales et photographies anciennes

### 1erétage
- « La tour de la Motte-Tanguy »
- « Le dernier combat de Marie de la Cordelière », scène montrant la bataille de La Cordelière
- « Le château de Brest » : la reconstitution du château au début du XXe siècle.
- « La ville au début du XVIIe siècle »
- « L'ambassade de Siam », reconstitution de la venue à Brest de trois ambassadeurs du roi de Siam, accompagnés de six mandarins et d'une nombreuse suite, en 1686
- « La ville à la veille de la Révolution »

### 2eétage
- « Marché de la tour », scène du marché qui se tenait au pied de la tour deux fois par semaine.
- « Visite de leurs majestés impériales Napoléon III et l'impératrice Eugénie au port de Brest »
- « Le pont Impérial », représentation du Grand Pont tournant inauguré le 23 juin 1861, prédécesseur du pont de Recouvrance, qui reliait rive gauche et rive droite.
- « Vue générale de Brest en 1961 – la rue de Siam »
- « Le marché du Pouliquen », la place où se tenait ce marché représenté en 1910
- « Bar de l'aviation », situé au bas de la rue Kléber et de la rue Monge, 1934
- « Les escaliers de la fontaine », endroit pittoresque, vu en 1930
- « La rue Borda », qui descendait lentement vers la rue de la Porte, 1925